# Pierre Budaille
Pierre Antoine Théophore Budaille, dit Théophore Budaille, né le 18 janvier 1836 à Saint-Nicolas-de-Brem (Vendée) et mort le 19 novembre 1909 à Paris 7e, est un instituteur, journaliste et homme politique français.
Militant socialiste et animateur du club politique La Jeune Gaule sous le Second Empire, il rejoint la Commune de Paris avant d'être déporté au bagne de Nouvelle-Calédonie. Une fois de retour en France, il continu à exercer comme instituteur et rallie le mouvement boulangiste.

## Biographie

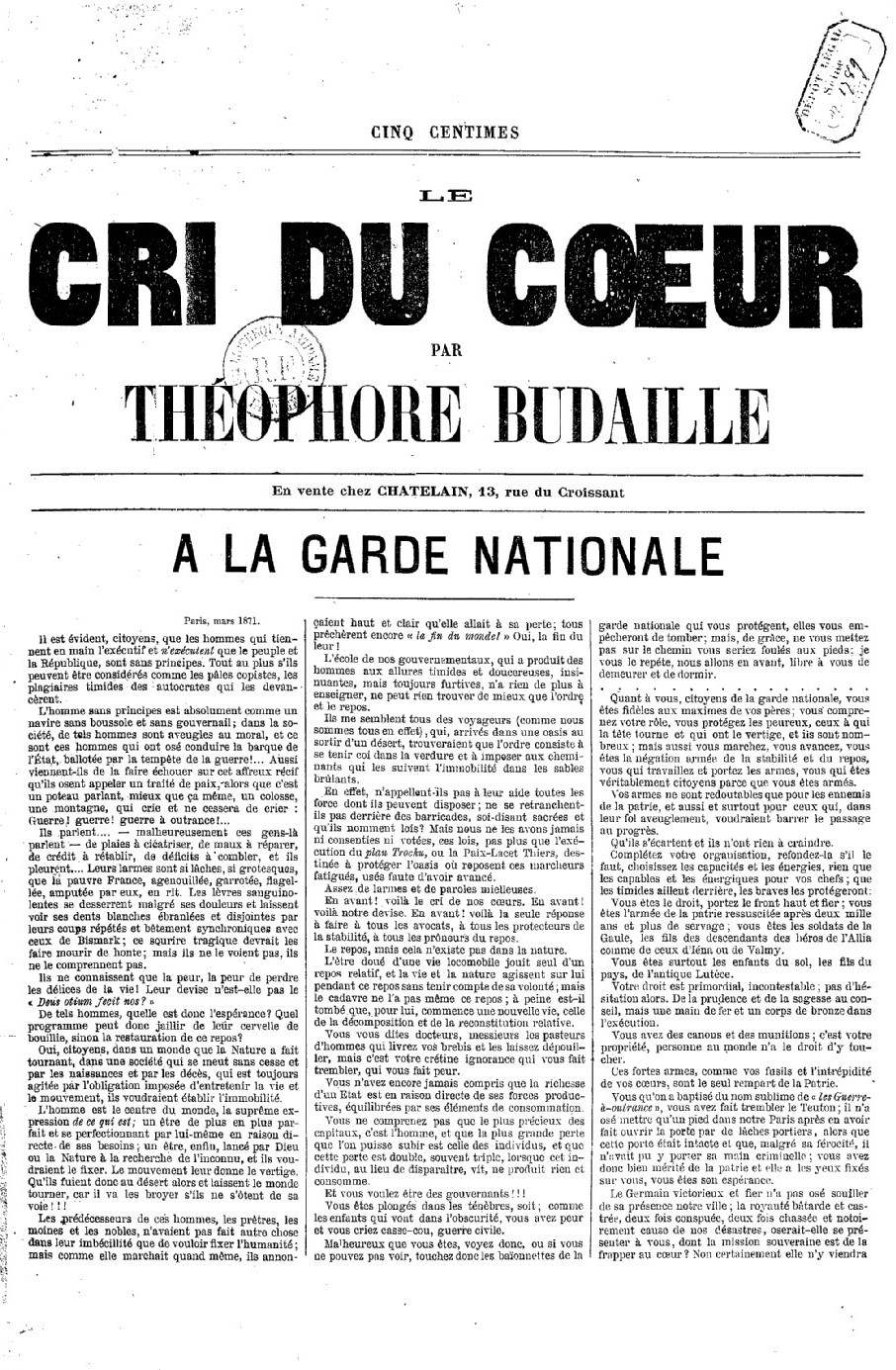
Le Cri du cœur, publié par Budaille en mars 1871.